# أليستر ماكراي
أليستر ماكراي (بالإنجليزية: Alister McRae)‏ مواليد 20 ديسمبر 1970 في اسكتلندا، هو سائق راليات بريطاني بدأ مسيرته في سنة 1992. كان أول رالي له هو رالي ويلز 1992. تنافس في بطولة العالم للراليات. شارك في رالي التحدي عبر القارات.

## فرق مثلها
- سوبارو
- ميتسوبيشي

## روابط خارجية
- أليستر ماكراي على موقع eWRC-results.com (الإنجليزية)